# Michel Vianey
Michel Vianey, né le 9 février 1930 à Paris et mort le 30 décembre 2008 à Blennes, est un écrivain, journaliste, scénariste et réalisateur français. Il est principalement connu pour ses films policiers.

## Biographie
Journaliste à L'Express, puis au Nouvel Observateur, Michel Vianey a publié plusieurs romans et une étude consacrée à Jean-Luc Godard.
Il a débuté comme réalisateur en 1975 avec un court métrage, Simon dans l'autobus, interprété par Olivier Bousquet, avant de tourner, en 1976, Un type comme moi ne devrait jamais mourir et de se spécialiser dans le film policier, au cinéma et à la télévision.

## Filmographie

### Cinéma
- 1976 : Un type comme moi ne devrait jamais mourir (comédie).
- 1977 : Plus ça va, moins ça va (comédie).
- 1981 : Un assassin qui passe
- 1983 : Un dimanche de flic
- 1985 : Spécial police

### Télévision
- 1990 : La Porte d'or (TV)
- 1991 : Un cœur à prendre (téléfilm) (TV)
- 1997 : Les Bœuf-carottes (2 épisodes, TV)
- 1999 : Le Matador (TV)

## Publications

### Romans
- Élégie pour saxo, Julliard, 1960
- L'Évidence du printemps, Éditeurs Français Réunis, 1960
- Cortège, Julliard, 1961
- La Trahison, Julliard, 1968
- Deux, Robert Laffont, 1971

### Essais
- En attendant Godard, Grasset, 1967
- 1966 / Masculin féminin / Jean-Luc Godard, 202 éditions , septembre 2017. (ISBN 978-2-9551727-6-6).
- Le Roman de Godard, (réédition de En attendant Godard), Marest éditeur, octobre 2020  (ISBN 979-10-96535-20-0).